# Antoine Abati
Pour les articles homonymes, voir Abati.
Antoine Abati (Antonio Abati) est un poète italien né à Gubbio vers 1600 et mort à Sinigaglia en octobre 1667.

## Biographie
En 1640, Antoine Abati fut attaché à l’archiduc Léopold d’Autriche, et voyagea dans les Pays-Bas et en France. De retour en Italie, il fut successivement gouverneur de plusieurs petites villes des États pontificaux. Il mourut à Senigallia, en 1667, après une longue maladie. L’empereur Ferdinand III lui fit l’honneur de composer à sa louange un acrostiche italien.
En 1631, il publie à Rome Ragguagli di Parnaso contro i poetastri e partigiani delle nazioni, un recueil dénonçant le déclin de la littérature italienne et attaquant le mauvais goût des écrivains de l'époque.
Il a laissé aussi trois recueils de poésies ainsi qu'une pièce de musique lyrique intitulée Il Consiglio degli dei, à l'occasion de la paix des Pyrénées, et du mariage de Louis XIV avec Marie-Thérèse d'Autriche.

## Œuvres
- Ragguaglio di Parnaso contra poetastri e partegiani della nazioni. Milan, 1638, in-8° ;
- Le Frascherie, fasci tre, poésies satiriques, mêlées de prose, Venise, 1651, in-8°[1] ;
- Poesie postume, Bologne, 1671, in-8° ;
- Il Consiglio degli Dei, dramma per musica, etc., À l’occasion de la paix entre la France et l’Espagne, et du mariage de Louis XIV avec l’infante d’Espagne, Bologne, 1671. L’auteur l’avait dédié, en 160, au cardinal Mazarin.

## Sources
- « Antoine Abati », Charles Weiss, Biographie universelle, ou Dictionnaire historique contenant la nécrologie des hommes célèbres de tous les pays, 1841 [détail des éditions].
- « Antoine Abati », dans Louis-Gabriel Michaud, Biographie universelle ancienne et moderne : histoire par ordre alphabétique de la vie publique et privée de tous les hommes avec la collaboration de plus de 300 savants et littérateurs français ou étrangers, 2e édition, 1843-1865 [détail de l’édition]

- (it) Cet article est partiellement ou en totalité issu de l’article de Wikipédia en italien intitulé « Antonio Abati » (voir la liste des auteurs).